# Louis-Étienne Ricard
Pour les articles homonymes, voir Ricard (homonymie).
Louis-Étienne Ricard est un homme politique français, né le 10 juillet 1740 à Marseille et mort le 6 janvier 1814 à Nîmes.

## Biographie
Fils de Louis-Étienne Ricard, directeur de l'Académie de Marseille, Louis-Étienne Ricard est avocat au parlement, lieutenant principal au sénéchal et présidial de Nîmes.
Il est député du Tiers état aux États généraux de 1789 de la sénéchaussée de Nîmes et Beaucaire. Il vécut au mas de Bord, à Aimargues, et fut conseiller municipal du village de 1800 à 1805.
Époux de Catherine Julie Ginhoux de Saint-Vincent, il a deux fils, François-Isidore et Maxime.

## Publications
- Louis-Étienne Ricard, Tableau des systèmes philosophiques et politiques du dix-huitième siècle tiré de l'aspect des lois